# マインハルト (バーデン＝ヴュルテンベルク)
マインハルト (ドイツ語: Mainhardt) は、ドイツ連邦共和国バーデン＝ヴュルテンベルク州シュヴェービッシュ・ハル郡に属す町村（以下、本項では便宜上「町」と記述する）。この町は「保養地」の呼称を得ている。

## 地理

### 位置
マインハルトは、郡庁所在地シュヴェービッシュ・ハルから約16km、ハイルブロンから約32km離れたマインハルトの森の中、連邦道B14号線沿いに位置している。マインハルトは、その周囲をシュヴェービッシュ＝フレンキシャー・ヴァルト自然公園を構成する5つの森の1つであるマインハルトの森に囲まれている。マインハルトは北をブレタッハ川、南をロート川に挟まれた高台の上にある。

### 自治体の構成
自体と同名のマインハルト地区の他、かつては独立した自治体であったアンマーツヴァイラー、ブーベンオルビス、ガイセルハルト、ヒュッテンの各地区がこの町に属している。アンマーツヴァイラーは1971年7月1日、ガイセルハルトとブーベンオルビスは1972年1月1日、ヒュッテンは1974年1月1日に合併した。

### 隣接する自治体
マインハルトに隣接する市町村は、北東から時計回りに、ミヒェルフェルト、シュヴェービッシュ・ハル、オーバーロート（以上3つはシュヴェービッシュ・ハル郡）、グロースエアラハ（レムス＝ムル郡）、ヴュステンロート（ハイルブロン郡）、ブレッツフェルトおよびプフェーデルバッハ（ともにホーエンローエ郡）である。

## 行政

### 紋章と旗
図柄: 左右二分割。向かって左は、黒地に金の獅子。向かって右は、金地で緑の大地に自然のシラカバの木。
町の旗は、1980年3月17日に制定されたもので、緑と金色である。

## 見所

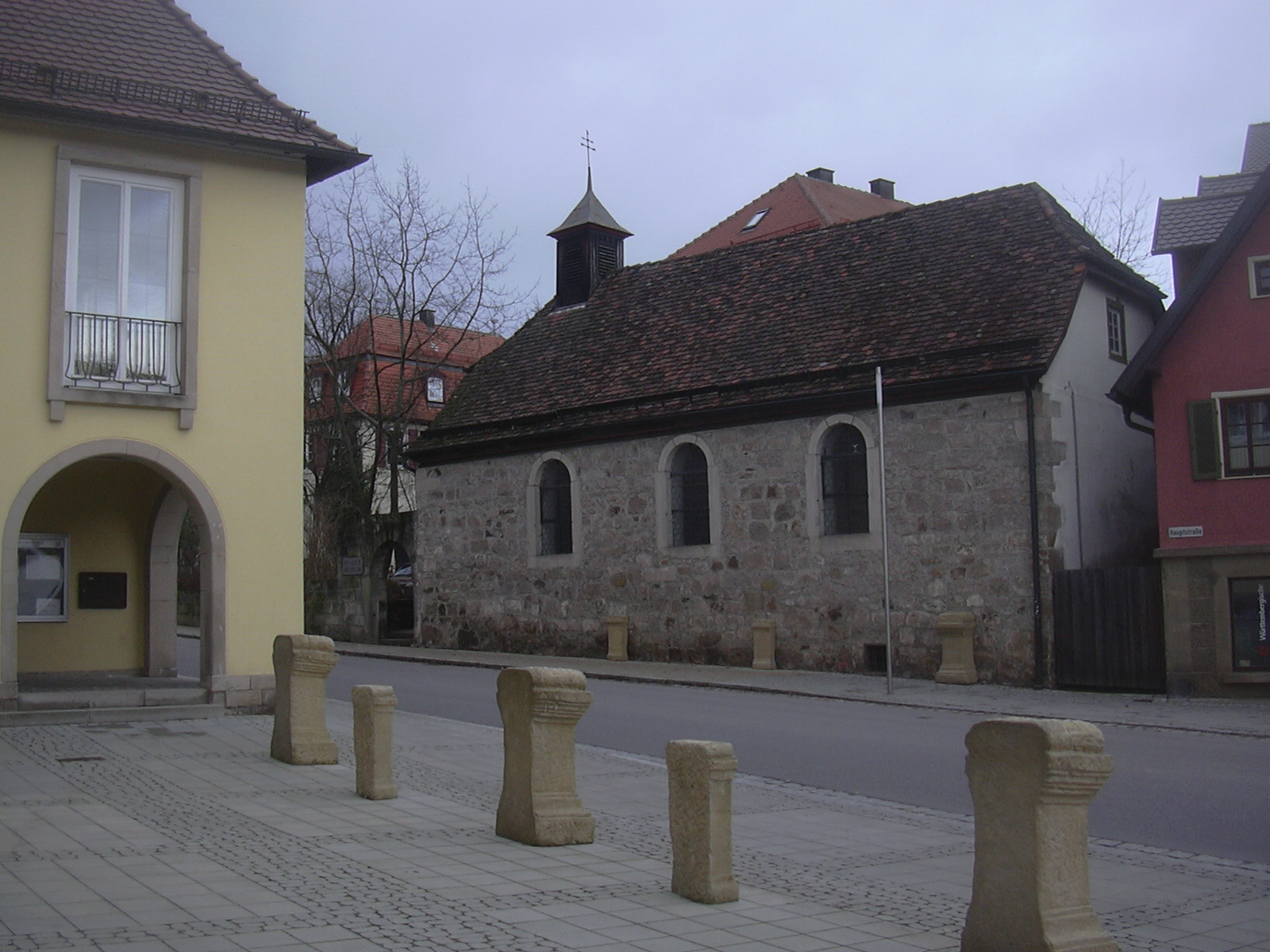
ラートハウスとローマ博物館

マインハルトには、"Schlössle"（シュレッスレ＝小城）と呼ばれる小さな狩猟用の城館、塔時計博物館、ローマ博物館がある。この町を、リーメスが通っており、一部ははっきりわかる形で遺されている。ガイルスバッハでは、芸術家マンフレート・パールの作品を収めたパール博物館が見学できる。

## 人物
- ローベルト・ショル: 法律家、政治家。1891年4月13日にシュタインブリュック（ガイセルハルト）で生まれ、1973年10月25日にシュトゥットガルトで亡くなった。

## 引用
1. ↑  Statistisches Landesamt Baden-Württemberg – Bevölkerung nach Nationalität und Geschlecht am 31. Dezember 2023 (CSV-Datei)